# Alma Mater Europaea
Alma Mater Europaea (Službeni naziv: Alma Mater Europaea Europske akademije znanosti i umjetnosti) je međunarodno sveučilište sa sjedištem u Salzburgu (Austrija) i svojim studijskim centrima u većim gradovima u Europi. Osnovala ga je Europska akademija znanosti i umjetnosti, društvo, koja okuplja približno 1500 znanstvenika i umjetnika te čak 29 dobitnika Nobelove nagrade.

## Povijest Alma Mater Europaea
Već ranih godina novog tisućljeća, Europska akademija znanosti i umjetnosti je započela s razvojem sveučilišnog projekta pod nazivom Alma Mater Europaea, ponekad pod podnazivom European University for leadership.
Od 2010.  godine, Alma Mater Europaea je i službeno osnovana. Njen službeni naziv je "Alma Mater Europaea Europske akademije znanosti i umjetnosti".  Predsjednik sveučilišta je prof. dr. Felix Unger, rektor sveučilišta je njemački politolog prof. dr. Werner Weidenfeld, a prorektor je slovenski pravnik i diplomat prof. dr. Ludvik Toplak.
U Münchenu (Njemačka), u Centru za aplikativna istraživanja, 8. veljače 2011. se sastalo vodstvo sveučilišta, kako bi odredilo buduće razvojne aktivnosti sveučilišta. Pod pokroviteljstvom dvanaest predsjednika različitih država članica Europske unije, odlučeno je, da će sveučilište djelovati u većim gradovima unutar Europske unije. Nastava će se održavati na najvećim jezicima, uglavnom na engleskom jeziku, njemačkom i španjolskom jeziku. U duhu Alme Mater, kao međunarodnog sveučilišta, po završetku studija će se studenti, predavači i vodeći europski mislioci sastajati na međunarodnom simpoziju. Odlučeno je i da će Alma Mater Europaea biti uključena u međunarodnu mrežu povezivanja sveučilišta putem ugovora o suradnji.
Tom prilikom je vodstvo Alma Mater objavilo i priopćenje,  da će djelovanje sveučilišta Alma Mater Europaea biti zasnovano na trima, takozvanim "načelima W": Wissenschaft, Wirtschaft, Wirken – što na hrvatskom jeziku znači: Znanost, Gospodarstvo, Učinak.
Na tom sastanku je odlučeno, da će Alma Mater Europaea u prvoj fazi započeti s tri dvogodišnja programa: (1). European leadership program, koji će obrazovati buduće europske mislioce: studij je poglavito usredotočen na europsko vodstvo, kulturu, političke znanosti, pravo i ljudska prava. (2) Europski poslovni studij, koji će obrazovati buduće europske poslovne voditelje te magistarski europski studijski program, koji će biti usredotočen na političko vodstvo i strategiju, europski identitet i kulturu, transformaciju i razvoj Europe, socijalne reforme, održivi razvoj i globalizaciju. (3) Teološki studij, koji će se studirati u novoosnovanom Europskom centru za dijalog i teološki studij, i putem kojeg bi se stvorila mreža dijaloga među katolicima, pravoslavcima i muslimanima, i koji bi poglavito bio usredotočen na pitanje: "Što drugi razmišljaju na drugi način?"
U Sloveniji je prvi kampus otvoren 2011. godine, Alma Mater Europaea - Evropski center Maribor (ECM), i već je te iste godine bilo prijavljeno oko 500 studenata. U srpnju 2011, Alma Mater Europaea je sponzorirala i ljetnu školu u St. Gallenu u Švicarskoj. U akademskoj godini 2012/2013, u Mariboru je studiralo već oko 800 studenata. U Salzburgu je Alma Mater Europae studijski kampus osnovan 2013. godine, a istovremeno je, tijekom iste godine, planirano osnivanje Alma Mater Europaea studijskih kampusa u još nekim gradovima u Europi. Očekuje se, da će tijekom akademske godine 2013/14,  na različitim studijskim programima na Alma Mater Europaea u Austriji, Sloveniji i drugim državama, učestvovati oko 1000 studenata.

## Lokacije i odjeli
Trenutno, sveučilište ima svoje prostore u Salzburgu, Mariboru, Ljubljani i u Murskoj Soboti.  Dok su uredi i administracija uglavnom u Salzburgu i Mariboru,  predavanja se uglavnom održavaju u Ljubljani i Murskoj Soboti. U Salzburgu će prema planu predavanja započeti 2014. godine.
Odjel za fizioterapiju
Odjel za zdravstvenu njegu
Odjel za socijalnu gerontologiju
Odjel za upravljanje i europske studije
Odjel za arhivistiku i dokumentologiju

## Pogledaj i
Academia Europaea
Europska akademija znanosti i umjetnosti

## Vanjske poveznice
- http://www.euro-acad.eu Europska akademija znanosti i umjetnosti
- http://www.ameu.eu Stranica sveučilište Alma Mater Europaea  Arhivirana inačica izvorne stranice od 26. srpnja 2013. (Wayback Machine)
- http://www.almamater.si Stranica Alma Mater Europaea - Europski centar, Maribor
- http://www.almamater.hr Stranica sveučilište Alma Mater Europaea Hrvatska